# Puesta de sol en un puerto
Puesta de sol en un puerto es un cuadro realizado por el pintor francés del Barroco Claudio de Lorena. Mide 103 cm de alto y 136 cm de ancho, y está pintado al óleo sobre lienzo. Fue pintado en 1639 y se encuentra en el Museo del Louvre, en París (pabellón Richelieu, 2º piso, sala 15, n.º INV 4715).

## Historia

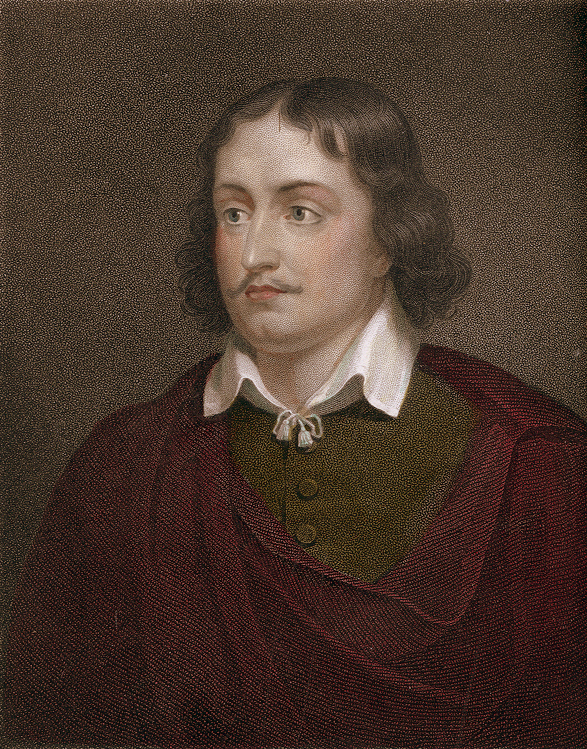
Claudio de Lorena

Claudio de Lorena fue un pintor francés establecido en Italia. Perteneciente al período del arte Barroco, se enmarca en la corriente denominada clasicismo, dentro del cual destacó en la pintura de paisaje. En su obra reflejó un nuevo concepto en la elaboración del paisaje basándose en referentes clásicos —el denominado «paisaje ideal»—, que evidencia una concepción ideal de la naturaleza y del propio mundo interior del artista. Esta forma de tratar el paisaje le otorga un carácter más elaborado e intelectual y se convierte en el principal objeto de la creación del artista, la plasmación de su concepción del mundo, el intérprete de su poesía, que es evocadora de un espacio ideal, perfecto.
El comitente de este cuadro es desconocido, pero probablemente fuese francés, debido a las banderas y escudos de esa nacionalidad consignados en el lienzo. En 1693 formaba parte de un lote de 21 cuadros donados por André Le Nôtre al rey Luis XIV. Colocado inicialmente en el palacio de Meudon, en 1737 pasó a Versalles. En 1785 pasó al museo del Louvre. Ha sufrido dos restauraciones, en 1789 y 1957.
Este cuadro es una segunda versión del Puerto pintado en 1637 para el papa Urbano VIII, conservado en la colección del duque de Northumberland, en Alnwick Castle. Formaba pareja (pendant) con Paisaje con danza de campesinos (1639, Museo del Louvre, París). Está firmado abajo a la derecha: CLAVDIO IN V ROMA 1639.
Figura en el Liber Veritatis —un cuaderno de dibujos donde Claudio dejaba constancia de todas sus obras para evitar las falsificaciones— con el número 14, el mismo que el Puerto pintado en 1637.
En 2008 Postes, télégraphes et téléphones de Francia emitió un sello con esta imagen, dentro de la serie Chefs-d'œuvre de la peinture («Obras maestras de la pintura»).

## Descripción

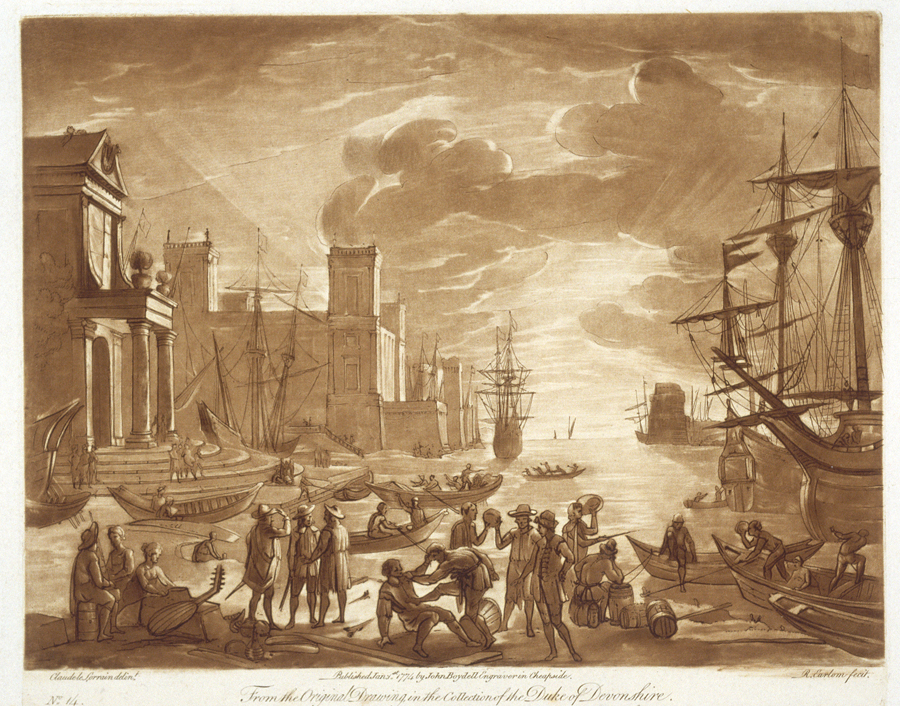
Dibujo n.º 14 del Liber Veritatis de Claudio, correspondiente a este cuadro

Este cuadro se enmarca en un período de gran fecundidad que marca el inicio de una etapa de madurez en la producción del artista. Poco a poco Claudio se había ido ganando fama como paisajista, hasta el punto de que en 1635 recibió uno de los mayores encargos del artista: ocho grandes lienzos para el palacio del Buen Retiro, encargados por Felipe IV de España: las obras pintadas para el monarca español son las más monumentales realizadas por el artista hasta el momento y su concepción solemne y majestuosa marca un punto álgido en la producción del artista.
La escena representada es la de un puerto al anochecer, uno de los temas favoritos de Claudio. En primer término, en la parte inferior del cuadro, se ven varias figuras de marinos y comerciantes en la playa, ocupados en sus quehaceres o conversando entre ellos; el grupo de la izquierda está sentado sobre unos baúles, esperando para embarcar, uno de ellos tocando el laúd; en el centro algunos de ellos se están peleando, probablemente borrachos. Varias barcas transportan personas hacia los barcos, situados a la derecha. Por detrás de los barcos aparece una torre fortificada, probablemente para la defensa del puerto. En el lado izquierdo hay un palacio de estilo renacentista, tras el que se halla un segundo palacio cuya fisonomía se corresponde en su parte inferior con la Villa Médicis. Más al fondo hay un faro y un barco que sale del puerto, dirigiéndose hacia un esplendoroso sol poniente, cuyos rayos iluminan un límpido cielo surcado por algunas nubes.
La composición es prácticamente idéntica a la primera versión realizada dos años antes para el papa Urbano. Las principales diferencias son el menor tamaño de las figuras y las banderas y escudos franceses (flor de lis) en vez de los pontificios, de la Orden de Malta y de la familia Barberini que aparecían en la primera versión. Los elementos arquitectónicos utilizados en este cuadro fueron usados por Claudio, en distintas combinaciones, en varias de sus obras, como Puerto (1637, colección particular, París), Marina con combate sobre un puente (1637, Wildenstein and Co., Nueva York), Puerto con Villa Médicis (1637, Uffizi, Florencia) y Puerto (1639, The National Gallery, Londres).
Uno de los elementos más destacados en esta obra es la presencia del sol: una de las características principales en la obra de Lorena es su utilización de la luz, no una luz difusa o artificial como en el naturalismo italiano (Caravaggio) o el realismo francés (La Tour, hermanos Le Nain), sino una luz directa y natural, proveniente del sol, que sitúa en medio de la escena, en amaneceres o atardeceres que iluminan con suavidad todas las partes del cuadro, en ocasiones situando en determinadas zonas intensos contrastes de luces y sombras, o contraluces que inciden sobre determinado elemento para enfatizarlo. En numerosas ocasiones utiliza la línea del horizonte como punto de fuga, disponiendo en ese lugar un foco de claridad que atrae al espectador, por cuanto esa luminosidad casi cegadora actúa de elemento focalizador que acerca el fondo al primer plano. La luz se difunde desde el fondo del cuadro y, al expandirse, basta por sí sola para crear sensación de profundidad, difuminando los contornos y degradando los colores para crear el espacio del cuadro. Por lo general, Lorrain disponía la composición en planos sucesivos, donde gradualmente se iban difuminando los contornos, hasta perderse en la luminosidad ambiental, produciendo una sensación de distancia casi infinita donde en última instancia se pierde la mirada. Solía introducir el disco solar en marinas, en sus típicas escenas situadas en puertos, que sirven de pretexto para dar acción a la temática figurativa; en cambio, los paisajes situados en el campo tienen una luz más difusa, proveniente de los lados del cuadro, que baña la escena con suavidad, no tan directamente como en los puertos.
De esta obra se conserva un dibujo preparatorio en el Museo Condé, en Chantilly.